# كلود ادجيبونج
كلود ادجيبونج (بالإيطالية: Claud Adjapong) (6 مايو 1998 بمودينا في إيطاليا - ) هو لاعب كرة قدم إيطالي في مركز الدفاع. لعب مع نادي ساسولو.

## وصلات خارجية
- كلود ادجيبونج على موقع الاتحاد الأوربي (الإنجليزية)
- كلود ادجيبونج على موقع إي إس بي إن إف سي (الإنجليزية)
- كلود ادجيبونج على موقع قاعدة بيانات كرة القدم.إي يو (الإنجليزية)
- كلود ادجيبونج على موقع Soccerbase.com (لاعب) (الإنجليزية)
- كلود ادجيبونج على موقع Soccerway.com (الإنجليزية)
- كلود ادجيبونج على موقع عالم كرة القدم.نت (الإنجليزية)
- كلود ادجيبونج على موقع AS.com (الإسبانية)